# Sportåret 1824

## Händelser

### Boxning

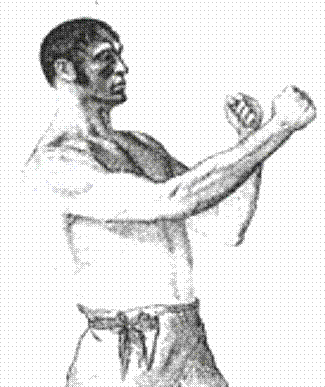
Tom Spring.

- 7 januari – Tom Spring besegrar Jack Langan i Worcester och försvarar därmed sin engelska mästerskapstitel i tungvikt. Matchen varar i två timmar och 29 minuter över 77 ronder.[1]

- 8 juni – Tom Spring besegrar återigen Jack Langan, denna gång i Warwick, och försvarar därmed sin engelska mästerskapstitel i tungvikt. Matchen varar i en timme och 49 minuter över 76 ronder. Efter matchen meddelar Spring att han drar sig tillbaka.[1]

- 21 juni – Jem Ward besegrar Phil Sampson i Colnbrook. Matchen varar i 50 minuter över 25 ronder.[2]

- 23 juni – Tom Cannon besegrar Josh Hudson i Blackwater och gör anspråk på den engelska mästerskapstiteln i tungvikt. Matchen varar i 20 och en halv minut över 17 ronder.[3]

- 23 november – Tom Cannon besegrar återigen Josh Hudson, denna gång i Stanfield Park, och försvarar därmed sin engelska mästerskapstitel i tungvikt. Matchen varar i 20 minuter över 16 ronder.[3]

- 28 december – Jem Ward besegrar återigen Phil Sampson, denna gång i Park Lodge. Matchen varar i 37 och en halv minut över 27 ronder.[2]

## Bildade föreningar och klubbar
- Okänt datum – Foot-Ball Club, skotsk fotbollsklubb[4]